# Спадщина Юпітера (телесеріал)
Спадщина Юпітера (англ. Jupiter's Legacy) — американський супергеройський фантастичний телесеріал, створений Стівеном С. ДеНайтом, за мотивами серії коміксів Марка Міллара та Френка Квіті. Прем'єра серіалу відбулася на Netflix 7 травня 2021 року.
Серіал розповідає про конфлікт поколінь у групі супергероїв, відомих як «Союз». Тоді як перший склад команди старіє, їхніх дітей лякає перспектива не виправдати батьківських сподівань.
У червні 2021 року Netflix оголосили про закриття серіалу після першого сезону.

## Сюжет
Група супергероїв, відома як «Союз», використовувала сили, отримані ними в 1932 році, для покращення людства. Команду очолює Шелдон Семпсон (Джош Демел), який, як і решта супергероїв його покоління, старіє. Їхніх дітей, які успадкували суперсили, лякає перспектива не виправдати спадщину батьків.
Також у молодшого покоління супергероїв виникають питання щодо їхнього місця у світі, де всі звикли розраховувати на допомогу супергероїв, тож молодь задумується чи потрібні вони цьому світу. Старше покоління також занепокоєно сучасними проблемами світу, що змінюється швидше, ніж будь-коли.

## У ролях
| Актор          | Роль                        | Опис                                                   |
| -------------- | --------------------------- | ------------------------------------------------------ |
| Джош Демел     | Шелдон Семпсон (Утопія)     | Лідер супергеройської команди «Союз»                   |
| Бен Деніелс    | Вальтер Семпсон (Брейнвейв) | Старший брат Шелдона                                   |
| Леслі Бібб     | Грейс Семпсон (Ліберті)     | Дружина Шелдона й одна з наймогутніших героїнь планети |
| Елена Кампуріс | Хлоя Семпсон                | Донька Грейс і Шелдона                                 |
| Ендрю Хортон   | Брендон Сампсон             | Син Грейс і Шелдона                                    |
| Майк Вейд      | Фіц Смолл (Спалах)          | Один з найцінніших членів «Союзу»                      |
| Метт Лантер    | Джордж Хатчен (Скайфокс)    | Найближчий друг та союзник Шелдона                     |
| Теніка Девіс   | Петрі Смолл                 | Донька Фіца                                            |
| Анна Акана     | Райкоу                      | Героїня, яка володіє боєм двома мечами одночасно       |
| Тайлер Мане    | Блекстар                    |                                                        |
| Чейз Танг      | суперзлодій Баріон          |                                                        |

## Український дубляж
- Михайло Кришталь — Шелдон
- Катерина Буцька — Грейс
- Олег Лепенець — Вальтер
- Андрій Фединчик — Джордж
- Єлизавета Зіновенко — Хлоя
- Володимир Канівець — Хуч
- Андрій Соболєв — Брендон
- Роман Солошенко — Блекстар
- Роман Молодій — Фіц
- Михайло Войчук — Честер
- A також: Анастасія Жарнікова, Дмитро Завадський, Сергій Солопай, Ольга Гриськова, В'ячеслав Дудко, Олександр Шевчук, Вікторія Левченко, Олег Коркушко, Крістіна Вижу, Вадим Лисяний, Ганна Соболєва, Денис Жупник, Сергій Гутько, Юлія Малахова, Юрій Висоцький, Євген Пашин, Юлія Шаповал, Кирило Татарченко, Владислав Пупков, Борис Георгієвський, Таісія Кривов'яз, Анна Козирицька, Олена Бліннікова, Світлана Шекера, Дмитро Терещук, Павло Скороходько, Анастасія Павленко, Марина Клодницька, Дмитро Зленко, Демьян Шиян.

Серіал дубльовано студією «Так Треба Продакшн» на замовлення компанії «Netflix» у 2021 році.
- Режисер дубляжу — Анна Козирицька
- Перекладач — Олена Алексенко
- Спеціаліст зі зведення звуку — Дмитро Бойко
- Менеджер проєкту — Ольга Чернявська

## Список епізодів
| № | № (в сезоні) | Назва                                                    | Режисер        | Сценарій             | Дата прем'єри |
| - | ------------ | -------------------------------------------------------- | -------------- | -------------------- | ------------- |
| 1 | 1            | «By Dawn's Early Light» «На світанку»                    | Буде визначено | Стівен С. ДеНайт     | 7 травня 2021 |
| 2 | 2            | «Paper and Stone» «Папір і камінь»                       | Буде визначено | Генрі Ґ.М. Джонс     | 7 травня 2021 |
| 3 | 3            | «Painting the Clouds With Sunshine» «Бий лихом об землю» | Буде визначено | Мореніка Балогун Кох | 7 травня 2021 |
| 4 | 4            | «All the Devils Are Here» «Усі біси тут»                 | Буде визначено | Акела Купер          | 7 травня 2021 |
| 5 | 5            | «What's the Use?» «Яка з цього користь?»                 | Буде визначено | Кейт Барнов          | 7 травня 2021 |
| 6 | 6            | «Cover Her Face» «Прикрий їй обличчя»                    | Буде визначено | Санг Кю Кім          | 7 травня 2021 |
| 7 | 7            | «Ommes Pro Uno» «Усі за одного»                          | Буде визначено | Джулія Куперман      | 7 травня 2021 |
| 8 | 8            | «How it All Ends» «Такий кінець»                         | Буде визначено | Стівен С. ДеНайт     | 7 травня 2021 |

## Виробництво

### Розробка серіалу
17 липня 2018 року було оголошено, що Netflix зацікавився перенесенням на екран коміксів Марка Міллара «Спадщина Юпітера» та готовий замовив серіал на вісім серій. Серіал був створений Стівеном С. ДеНайтом, який був призначений виконавчим продюсером майбутнього проєкту. 16 вересня 2019 року Стівен С. ДеНайт покинув посаду шоуранера серіалу через творчі розбіжності в процесі виробництва. У листопаді 2019 року було оголошено, що Санг Кю Кім призначено новим шоуранером серіалу.

### Кастинг
У лютому 2019 року було оголошено, що Джош Демел, Бен Деніелс, Леслі Бібб, Елена Кампуріс, Ендрю Хортон, Майк Уейд і Метт Лантер увійшли до головного акторського складу серіалі. У квітні 2019 року повідомлялося, що Теніка Девіс також зіграю роль першого плану. У серпні 2019 року повідомлялося, що Чейз Тан був обраний на роль суперзлодія. У вересні 2020 року Анна Акана та Тейлор Мейн також взяли участь у зйомках серіалу.

### Зйомки
Зйомки першого сезону розпочались у Торонто, Канада, 2 липня 2019 року і закінчилися 24 січня 2020 року. Додаткові перезйомки було проведено в січні 2021 року.

## Вихід на екрани
У жовтні 2020 року було заявлено що серіал «Спадщина Юпітера» вийде 7 травня 2021 року на Netflix.